# صداپشته
صداپشته روستایی از توابع بخش رودبنه شهرستان لاهیجان در استان گیلان ایران است.
فعالیت اکثر مردم در این روستا کشاورزی و دامداری میباشد.

## جمعیت
این روستا در دهستان رودبنه قرار دارد و براساس سرشماری مرکز آمار ایران در سال ۱۳۸۵، جمعیت آن ۴۴۷ نفر (۱۵۱خانوار) بوده‌است.